# João de Xangai e São Francisco
São João de Xangai e São Francisco (em inglês, Saint John of Shanghai and San Francisco; em chinês, 上海及旧金山的圣伊望, pinyin: Shànghǎi zhì jiùjīnshān de shèng Yīwàng; em russo, Святитель Иоанн Шанхайский и Сан Францисский) (Adamovka, 4 de junho de 1896 – Seattle, 2 de julho de 1966), nascido Mikhail Borisovich Maximovich (em russo: Михаил Борисович Максимович) foi um grande asceta e bispo da Igreja Ortodoxa Russa no Exterior, conhecido por sua atividade pastoral na China, na Europa Ocidental, e, finalmente, nos Estados Unidos. Reputado por dons de profecia, clarividência e cura, é frequentemente glorificado como São João Taumaturgo.

## Biografia

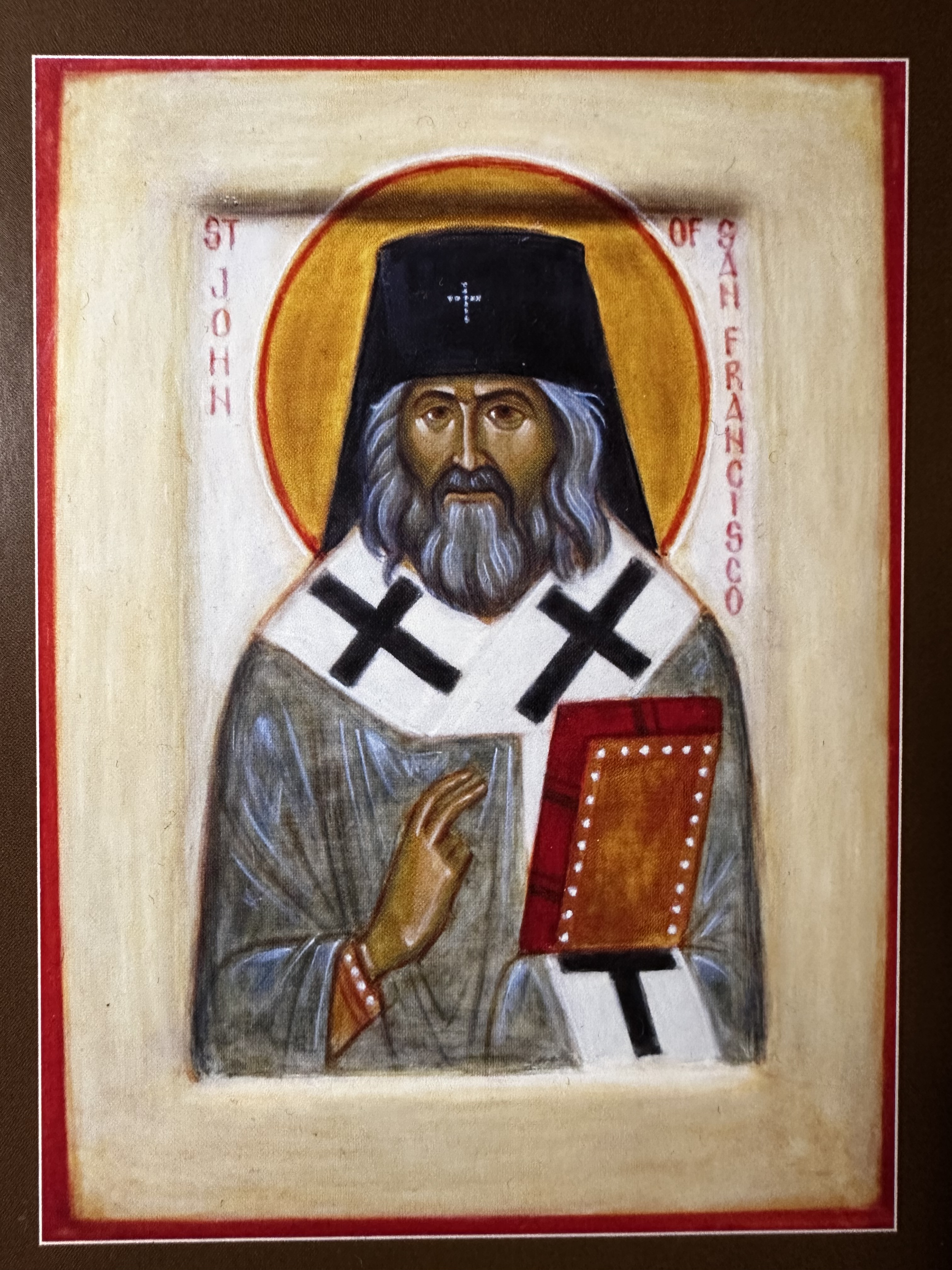
St. João

Mikhail Maximovitch nasceu em 1896, no vilarejo de Adamovka, na gubérnia de Carcóvia, hoje parte da Ucrânia, de uma família de origem sérvia da qual nascera também São João de Tobolsk. Sua família, Maximovitch, era parte da nobreza pequeno-russa. Mikhail frequentou, desde novo, o Colégio Militar de Poltava, recebendo um bacharelado em direito em 1918 da Universidade de Carcóvia. Em 1921, mudou-se com a família para Belgrado, onde se interessou por teologia e formou-se na Universidade de Belgrado em 1925. No ano seguinte, foi tonsurado hierodiácono pelo Metropolita Antônio Khrapovitsky, que futuramente seria conhecido por seu papel na fundação da Igreja Ortodoxa Russa no Exterior. Neste evento, recebeu o nome de João, em homenagem a seu parente santo. No mesmo ano, o Bispo Gabriel (Tchepur) de Tcheliabinsk o ordenou presbítero, ao que se seguiram anos como instrutor e tutor. Em 1934, o Metropolita Antônio ordenou-o Bispo de Xangai.
Chegando à China, São João encontrou uma catedral inacabada e uma comunidade dividida, pelas quais trabalhou muito. Tornou-se uma figura pública e uma referência para a comunidade devido a seu trabalho de caridade, e, durante a Segunda Guerra Sino-Japonesa, ainda que ignorasse o toque de recolher por sua atividade pastoral, jamais foi assediado pelas autoridades japonesas. Sendo o único hierarca russo na China que se recusava a submeter-se ao Patriarcado de Moscou devido à crise eclesial subsequente ao governo comunista, tornou-se arcebispo na Igreja Ortodoxa Russa no Exterior em 1946. Após a revolução comunista chinesa, a comunidade russa de Xangai dispersou-se, primeiramente para um campo de refugiados em Tubabao, nas Filipinas, e depois para os Estados Unidos e a Austrália. O Arcebispo viajaria pessoalmente para Washington, D.C. para garantir que seu povo entraria com segurança no país.
Em 1951, assumiu o arquiepiscopado da Europa Ocidental, primeiramente com sé em Paris, depois em Bruxelas. Foi neste momento que começou a reunir informações de numerosos santos ocidentais anteriores ao Grande Cisma, subsequentemente glorificando muitos deles, incluindo-os no calendário litúrgico. Ficaria conhecido, por esta atividade e outras, como um grande hagiógrafo da Igreja Ortodoxa, sempre disposto a buscar os santos locais aonde fosse. Fez, neste tempo, grandes contribuições para o fortalecimento da Ortodoxia de rito ocidental, vendo a profundidade dos ritos litúrgicos latinos além das diferenças doutrinárias que caracterizavam o cristianismo ocidental à parte da Igreja Ortodoxa.
Em 1962, foi feito Arcebispo de São Francisco, onde, assim como em Xangai, encontrou uma catedral inacabada e uma comunidade dividida. Apesar de conseguir trazer paz para a comunidade e terminar a Catedral da Mãe de Deus, Alegria de Todos os Aflitos, cativou muitos inimigos políticos, alguns chegando mesmo a processá-lo sob alegações de fraude financeira na construção da Catedral, causando-lhe profunda tristeza por toda sua vida apesar de ter provado sua própria inocência. Nesta época, foi mentor do jovem Seraphim Rose.
Em 2 de julho de 1966, São João faleceu em uma visita a Seattle, em frente a um ícone da Mãe de Deus. Foi enterrado na Catedral da Mãe de Deus, Alegria de Todos os Aflitos, mas teve suas relíquias abertas em 1994, quando foi glorificado como santo no aniversário de sua morte. Além dos Estados Unidos, há relíquias suas em Sérvia, Rússia, Monte Athos, Bulgária, Romênia, Londres e Kitchener.